# Solomon (Kansas)
Solomon è una città degli Stati Uniti d'America della contea di Dickinson e della Contea di Saline nello Stato del Kansas.